# Westdeutsches Volks-Echo
Das Westdeutsche Volks-Echo (WVE) (Untertitel: „Die Zeitung der Werktätigen für Ruhrgebiet-Westfalen“) war eine von Mai 1946 bis Mai 1948 zwei Mal wöchentlich in Dortmund erschienene Zeitung der Kommunistischen Partei Deutschlands (KPD) für das Ruhrgebiet und einen Teil Westfalens.

## Geschichte
Die Britische Militärverwaltung erteilte am 3. Mai 1946 die Lizenz (Lizenz-Nummer 52) zum Druck. Das Volks-Echo erschien zunächst mit einer Auflage von 407 000 Exemplaren. Ende 1946 kürzte die Militärverwaltung die Auflage der kommunistischen Zeitung von zu diesem Zeitpunkt noch 234 000 auf 55 000 Exemplare. Ein Exemplar kostete 20 Pfennig.
Lizenzträger des Volks-Echos waren Max Wozniakowski, Willy Perk und Karl Vollmer. Chefredakteur war Willy Perk, der nach dem Verbot der Zeitung in die Sowjetische Besatzungszone (SBZ) übersiedelte. Herausgegeben wurde sie beim Westdeutsches Volks-Echo Verlag mit Sitz in Dortmund, in der Thomasstraße 18, wo sich auch die Redaktion befand. Gedruckt wurde in der mit Erteilen der Lizenz zugewiesenen Druckerei R. Krawehl, Proberty Control Custodian, Dortmund.
Zur Redaktion gehörten unter anderem Fritz Rische (Wirtschaftspolitik), Franz Krey, Marie-Luise Plener, Erich Loch und Gertrud Kettler-Robben (Kulturredakteurin).
Das Westdeutsche Volks-Echo wurde mit Wirkung vom 4. Mai 1948 (letzte Ausgabe) durch die Besatzungsbehörden verboten.
Nachfolgerin im Ruhrgebiet wurde die Neue Volkszeitung, die am 1. September 1948 die Lizenz zum Druck erhielt. Das Volks-Echo für Westfalen und Lippe ist teilweise mit dem Westdeutschen Volks-Echo verschmolzen.

## Verbote und Lizenzentzug
Vom 15. Juni bis zum 15. Juli 1946 durfte das Volks-Echo nicht erscheinen, weil es Artikel aus der britischen und der US-amerikanischen Presse zitiert hatte, in denen die Politik der Besatzungsmächte und die Lebensmittelkrise Westdeutschlands kritisch beleuchtet worden waren. Dem Volks-Echo wurde befohlen, eine Selbstbezichtigung zu veröffentlichen, in der man eingestehe, „boshafte“ Kritik an britischen und US-amerikanischen Behörden sowie den von diesen mit der Ausführung ihrer Politik beauftragten deutschen Personen zu üben.
Am 24. Februar 1948 druckte das Volks-Echo Auszüge einer Rede, die der Vorsitzende der KPD-Ruhrgebiet, Josef Ledwohn, auf einem Parteitag gehalten hatte. Ledwohn sprach darin von einer reaktionären Politik, die auf die Spaltung Deutschlands aus sei, was die Militärverwaltung zum Anlass nahm, das Volks-Echo am 2. März für sechs Wochen zu verbieten. Hintergrund der Kritik Ledwohns waren das Verbot eines für den 24. Januar 1948 in Solingen bewilligten und bereits vorbereiteten Volkskongresses zwei Tage vor dessen Beginn durch die britische Militärregierung sowie die Entlassung der KPD-Minister Hugo Paul (Wiederaufbau) und Heinz Renner (Verkehr) aus der Landesregierung Nordrhein-Westfalens durch den CDU-Ministerpräsidenten Karl Arnold am 9. Februar 1948. Als Begründung wurde angegeben, die Minister hätten es abgelehnt, sich vom Standpunkt der KPD-Fraktion zu distanzieren. Die KPD-Fraktion lehnte es ab, den Kontakt zu Deutschen in der Sowjetischen Besatzungszone abzubrechen und sich für einen westdeutschen Separatstaat einzusetzen.
Am 3. Mai 1948 erschienen in der Redaktion britische Offiziere mit zwei Briefen. Man stellte die Redakteure der Zeitung vor die Entscheidung, in Zukunft die britische Politik zu unterstützen und die Angriffe auf Deutsche, die im britischen Interesse arbeiten, einzustellen oder bei der bisherigen politischen Linie zu verharren. Man bot den Redakteuren sogar an, die Zeitung in eigener Regie bei Loslösung von der KPD weiterzuführen. Die Redakteure lehnten ab und erhielten dafür einen der beiden Briefe. Darin wurde ihnen mitgeteilt, dass dem Volks-Echo mit Wirkung vom 4. Mai 1948 die Lizenz entzogen ist und die Zeitung durfte nicht mehr erscheinen.

## Archive
Exemplare des Westdeutschen Volks-Echos befinden sich vollständig in der Württembergischen Landesbibliothek in Stuttgart, in der Staatsbibliothek Berlin sowie im Hauptstadtarchiv Düsseldorf (1946, Jg. 1–3, 1948). In letzterem sind auch die verschiedenen Regionalausgaben überliefert.